# Feldblatt
Das Feldblatt war eine österreichische Tageszeitung, die zwischen 1914 und 1918 anlässlich des Ersten Weltkriegs erschien.